# Megalosàurids
Els megalosàurids (Megalosauridae) són una família de dinosaures teròpodes tetanurs. Eren carnívors de totes les mides amb dents afilades i tres urpes a cada mà. Alguns membres d'aquest grup són Megalosaurus, Eustreptospondylus i Torvosaurus. Els megalosàurids visqueren només a mitjans i finals del període Juràssic i fins avui se n'han trobat restes a Europa, Nord-amèrica, Sud-amèrica i Àfrica. Segons la majoria d'investigadors (Sereno 2005, Olshevsky 1995, Holtz 2004, etc.) es consideren estretament emparentats amb els espinosàurids.
Com el mateix Megalosaurus, la família Megalosauridae, anomenada per Huxley l'any 1869, s'ha utilitzat tradicionalment com un grup «calaix de sastre», que incloïa una àmplia varietat d'espècies no relacionades entre si (com Dryptosaurus, Ceratosaurus i Indosaurus). Com a conseqüència d'aquest tradicional ús polifilètic, alguns científics, com Paul Sereno (2005), rebutgen el nom de la família Megalosauridae en favor de Torvosauridae (Jensen, 1985), tot i que de fet el nom Megalosauridae té prioritat d'acord les regles de l'ICZN. Així mateix, Sereno i d'altres rebutgen l'ús del nom de la superfamília Megalosauroidea en favor de Spinosauroidea.

## Taxonomia
- Família Megalosauridae
  - Duriavenator
  - Subfamília Eustreptospondylinae
    - Afrovenator
    - Dubreuillosaurus
    - Eustreptospondylus
    - Magnosaurus
    - Piatnitzkysaurus
    - Streptospondylus

  - Subfamília Megalosaurinae
    - Megalosaurus

  - Subfamília Torvosaurinae
    - "Brontoraptor"
    - Edmarka
    - Torvosaurus